# Cathal Carragh Ua Conchobair
Cathal Carragh Ua Conchobair fue rey de Connacht de 1189 a 1202.
Uno de los siete hijos del rey Conchobar Maenmaige Ua Conchobair, su apodo carragh (costroso) sugiere alguna clase de enfermedad cutánea. Las identidades de su madre y su esposa son desconocidas. Empezó a ser conocido durante la guerra del rigdamnae en 1185, apoyando a su padre en una disputa a tres bandas contra el padre de Conchobair, Ruaidrí Ua Conchobair y el hermano de este, Cathal Crobderg Ua Conchobair.
Tras el asesinato de su padre en 1189, Cathal capturó y mató al instigador, el misterioso Conchobar ua nDiarmata. Cathal se convirtió en rey con la oposición de Cathal Crobderg; la lucha dinástica permitió la consolidación de los anglonormandos al oeste del Shannon, que fueron contratados como mercenarios por ambos bandos.
Cathal murió en una batalla en Corr Sliaib en las montañas Curlew en 1202. Fue sobrevivido por al menos un hijo, Melaghlin, que murió diez años después.